# Jamie's Elsewhere
Pour les articles homonymes, voir Issues.
Jamie's Elsewhere est un groupe américain de metalcore, originaire de Sacramento, en Californie. Ils sont signés par Victory Records avant de décider de ne pas renouveler leur contrat avec le label, et sortent trois albums complets ; Guidebook for Sinners Turned Saints en 2008, They Said a Storm Was Coming en 2010, et Rebel-Revive en 2014.

## Histoire
Le groupe est formé au début de l'année 2005 lorsque les frères Matthew et Anthony Scarpelli (respectivement à la guitare et à la batterie) commencent à écrire des chansons ensemble. Afin d'auditionner pour la partie guitare, Anthony Carioscia parcourt plus de 2 000 miles en avion. Il est accueilli dans le groupe, et peu après, ils ont recruté des locaux, Mike Spearman aux claviers et Nick Rodriguez à la basse. Les cinq se sont réunis sous le nom de Jamie's Elsewhere, nom dérivé d'une salle des années 1980 de la région de Chicago (qui a brûlé depuis) où le père des Scarpelli avait l'habitude de se produire,. Ils commencent à écrire des morceaux pour leur premier album pendant un an et demi, tout en cherchant un chanteur. Certains membres du groupe assistent à une soirée où Chris Paterson, qui avait ironiquement manqué une première audition à cause d'un accident de voiture, se produisait. Ils l'invitent à rejoindre le groupe et, après avoir accepté, ils entrent en studio dès le lendemain avec le producteur Phil Devereux des Deathbot Studios.
Grâce à cette session d'enregistrement, Jamie's Elsewhere sort un EP. Ils tournent sur la côte ouest pendant un an pour promouvoir l'album et vendent personnellement plus de 5 000 albums. Cette éthique de travail attire l'attention de Victory Records, et Jamie's Elsewhere est rapidement signé par le label à la fin de l'année 2007. Après avoir engagé Casey Bates (Chiodos, Fear Before) pour produire l'album, ils entrent en studio pour enregistrer leur premier album, A Guidebook for Sinners Turned Saints. Matt Scarpelli explique que ce titre avait été choisi parce que les paroles de Patterson étaient axées sur les difficultés personnelles. L'album sort en mai 2008. 
Le 3 janvier 2012, Jamie's Elsewhere annonce la sortie de leur nouvel EP intitulé Reimagined, qui consistera en des réenregistrements de chansons de leur album They Said a Storm Was Coming, sorti en 2010, dans une forme plus douce et acoustique, plutôt que dans le style post-hardcore traditionnel du groupe. La date de sortie est fixée au 14 février 2012,.
En 2012, il est déclaré qu'Aaron Pauley tournerait avec Of Mice and Men au chant et à la basse. Comme Jamie's Elsewhere était en tournée au Japon au même moment, des rumeurs ont commencé à se répandre selon lesquelles le départ de Pauley était imminent. Pauley lui-même révèle depuis qu'il n'était plus membre de Jamie's Elsewhere. Cependant, il est toujours en bons termes avec le groupe. On suppose que Pauley aura un poste permanent au sein d'Of Mice and Men après le Vans Warped Tour. Justin Kyle, qui avait déjà assuré le chant lors de leur tournée au Japon en 2012, annonce le 30 novembre qu'il était le nouveau chanteur officiel de Jamie's Elsewhere. 
Dans une vidéo Twitter téléchargée sur le compte Twitter officiel de Jamie's Elsewhere le 26 avril 2020, le leader Aaron Pauley annonce que le groupe travaillait sur de la nouvelle musique et prévoyait une tournée pour le 10e anniversaire de They Said A Storm Was Coming, mais qu'en raison de la pandémie de Covid-19, la tournée est repoussée à 2021. Parallèlement, une nouvelle ligne de produits dérivés est lancée. Le 4 décembre 2020, le groupe annonce sur Twitter qu'une nouvelle chanson intitulée The Soil and the Seed sortira le 11 décembre 2020.
Le 21 juin 2023, le groupe sort une nouvelle chanson intitulée Escapist, ainsi qu'une annonce concernant leur nouvel EP, Paradise, qui sortira le 19 juillet 2023. L'EP contient 5 nouveaux titres.

## Membres

### Membres actuels
- Aaron Pauley - voix principale, guitare additionnelle (2008-2012, depuis 2020)
- Matt Scarpelli - guitare solo (2005-2015, depuis 2020), guitare rythmique (2011-2015, depuis 2020), chant (2014-2015)
- Chance Medeiros - basse (2008-2015, depuis 2020)
- Mike Spearman - batterie (2011-2013, depuis 2020), claviers, chœurs (2005-2015, depuis 2020)

### Anciens membres
- Anthony Carioscia - guitare rythmique (2005-2008)
- Nick Rodriguez - basse (2005-2008)
- Anthony Scarpelli - batterie (2005-2008)
- Chris Paterson - voix principale (2005-2008)
- Mike Wellnitz - guitare rythmique (2008-2011)
- Scott Daby - batterie (2008-2011)
- Justin Kyle - voix principale (2012-2014)
- Don Vedda - guitare (2011-2014)
- Zach Wasmundt - batterie (2013-2015)

### Tournées
- Gabe Amavizca - batterie (2013)

## Discographie

### Albums studio
- 2000 : Guidebook for Sinners Turned Saints
- 2010 : They Said a Storm Was Coming
- 2014 : Rebel-Revive

### EP
- 2007 : Goodbye Rocket Man, St. George Is Under Fire
- 2009 : Unreleased Sessions E.P.
- 2012 : Reimagined
- 2023 : Paradise